# Šlomo ibn Verga
Šlomo ibn Verga (hebrejsky שלמה אבן וירגה či שלמה אבן וירגא, španělsky Salomón ben Verga, 1460–1554) byl žido-španělským historikem a lékařem. Jeho nejvýznamnějším dílem se stal Ševet Jehuda.

## Ševet Jehuda
Ibn Verga se proslavil tím, že jej španělské židovské autority vyslaly do Málagy, aby tam zaplatil výkupné za zajaté židy, on sám však zároveň žil v Lisabonu jako marrano až do tamějšího pogromu. Později se přestěhoval do Osmanské říše (zřejmě do Edirne), kde sepsal knihu Ševet Jehuda, jež je zprávou o pronásledování židů v různých zemích a epochách. V krátkém úvodu Šlomo ibn Verga tvrdí, že zprávu o pronásledování našel na konci díla Jehudy ibn Vergy a že k ní připojil další současné příběhy o pronásledování. Celé dílo nicméně dokončil až jeho syn Josef ibn Verga.
Titul díla Ševet Jehuda (hebrejsky שבט יהודה) odkazuje na Jehudu ibn Verga (španělské verga je totožné s hebrejským ševet). Zároveň se však také jedná o slovní hříčku, neboť název je možné přeložit také jako Metla Judova, což by odkazovalo na obsah díla.
Kniha popisuje celkem 64 různých pronásledování, množství polemik a načrtává zvyky židů v rozličných zemích. Ibn Verga se pokusil rozluštit otázku, proč zrovna židé tolik trpí pronásledováním více než jiné národy. Navrhuje několik možných vysvětlení, mezi nimi nadřazenost židů, odlišnost od křesťanů v záležitosti jídla či trest za hřích. Ibn Verga uměl latinsky, a mnohý materiál knihy Ševet Jehuda pochází i z latinských děl.
Kniha byla poprvé vytištěna roku 1550 a v průběhu staletí se dočkala dalších vydání a překladů.